# Gradowo, Warmińsko-Mazurskie
Gradowo [ɡraˈdɔvɔ] (tiếng Đức Althagel) là một ngôi làng thuộc khu hành chính của Gmina Barciany, thuộc huyện Kętrzyński, Zachodniopomorskie, ở phía bắc Ba Lan, gần biên giới với tỉnh Kaliningrad của Nga. Nó nằm khoảng 6 kilômét (4 mi)   phía tây bắc Barciany, 20 km (12 mi) phía bắc Kętrzyn và 75 km (47 mi) về phía đông bắc của thủ đô khu vực Olsztyn.
Trước năm 1945, khu vực này là một phần của Đức (Đông Phổ).